# 户上隼辅
户上隼辅（日语：／ Togami Shunsuke，2001年8月24日—），日本男子乒乓球运动员。2025年世界乒乓球锦标赛男子双打金牌得主。